# Кёпрючай
Кёпрючай (тур. Köprüçay) — река в провинции Анталья, Турция. В античности река носила название Эвримедон или Эвримедонт (др.-греч. Εὐρυμέδων). Длина 183 км. Берёт начало в горах Восточного Тавра, впадает в Средиземное море. Количество воды в реке сильно меняется в зависимости от сезона. Река с зимним паводком, с максимумом в ноябре-декабре. Самый низкий уровень воды в реке летом, в период с августа по сентябрь.

## История
Близ устья реки в 469 или 466 году до н. э. произошла битва при Эвримедонте — сражение между Делосским союзом, в который входили Афины и её союзники, и Ахеменидской империей под руководством Ксеркса.
В 190 году до н. э., в ходе Антиоховой войны (192—188 до н. э.), здесь состоялось морское сражение между флотилиями Селевкидов и Родоса, который выступал в союзе с Римом. Царский флот Антиоха III под командованием карфагенского полководца Ганнибала потерпел поражение от родосской флотилии.